# Kelly Lynch
Kelly Ann Lynch (Golden Valley, Minnesota, 31 de enero de 1959) es una actriz y exmodelo estadounidense.

## Vida y carrera
Kelly nació en Golden Valley, Minnesota; hija de Bárbara, una bailarina de danza moderna, y de Robert Lynch, un prestigioso chef. Comenzó con la actuación en el teatro de La Guthrie en Minnesota. Antes de debutar en el cine, trabajó como modelo para la agencia Elite.
Las primeras películas importantes en las que apareció Lynch fueron: Cocktail, de 1988, junto a Tom Cruise, Drugstore Cowboy y Road House, las dos últimas de 1989 y protagonizadas respectivamente por Matt Dillon y Patrick Swayze. Su actuación en Drugstore Cowboy le valió una nominación a los premios Independent Spirit, a los que fue nuevamente nominada en 1994 por The Beans of Egypt, Maine. Otras películas en las que ha actuado son: Desperate Hours, Curly Sue, Virtuosity, Heaven's Prisoners, Mr. Magoo, Los ángeles de Charlie y The Jacket.
En la televisión, Lynch ha participado como actriz recurrente en las series The L Word (2004-2009), como Ivan Aycock; 90210, Beverly Hills. La nueva generación (2010-2011), como Laurel Cooper; y en Magic City, como Meg Bannock.

## Vida personal
Lynch está casada desde 1992 con el productor y guionista Mitch Glazer, y tiene una hija, Shane, nacida en 1985, de una relación anterior.